# Galeopsis adherens
Galeopsis adherens är en mossdjursart som beskrevs av Gordon 1989. Galeopsis adherens ingår i släktet Galeopsis och familjen Celleporidae. Inga underarter finns listade i Catalogue of Life.